# Zaagmachine
Een zaagmachine is een mechanisch aangedreven machine voor het zagen van verschillende materialen, meestal hout en metaal. Het woord wordt vrijwel alleen gebruikt voor stationaire machines, die vast op de grond staan. Hoewel het er naar de letter wel een is, wordt een cirkelzaag die men vrij in de hand houdt, meestal niet zo genoemd. Een stationaire machine kan een cirkelzaag zijn, maar ook een lintzaag.
Bij metaalbewerking wordt vaak gebruikgemaakt van een afkortzaag. Dit is een machine waarbij in een klem het materiaal wordt vastgezet en door middel van een zaag in de verticale richting gezaagd wordt. Vrijwel alle metalen kunnen hiermee worden gezaagd.
Een zaagtafel, dat wil zeggen een stationaire (vast opgestelde) zaagmachine, is uitgerust met een verticaal geplaatst zaagblad in een horizontaal blad. Achter het blad bevindt zich het spouwmes, een sikkelvormig hulpstuk uit staal, volgens voorschrift gemonteerd, ter voorkoming van het vastlopen van het cirkelzaagblad in de zaagsnede. Het spouwmes is dikker dan het zaagblad maar dunner dan de breedte van de beitels of tanden.
Dikte spouwmes = (tandbreedte + dikte blad)/2.
Loopt een zaag vast in de zaagsnede, dan is oververhitting vaak niet te vermijden waardoor inwendig het staal verandert en daarmee de balans in het zaagblad verstoord wordt. De zaag werkt daarna vaak niet meer zuiver en de geluidbelasting neemt er ook vaak door toe. 
Hout kan hiermee bezaagd worden tot een ruwe maat. Een ruwe maat is een maat die aan alle zijden 3 mm meer bedraagt dan voor de netto maten van het product of halffabricaat nodig zijn. De houtzwaarte van ruw hout, heeft betrekking op de breedte en dikte van het hout. De lengte wordt voorzien van een overmaat, 30 mm, om verschillen in bewerkingstechnieken te kunnen overbruggen. Deze overlengte dient namelijk als inschiet, een kleine voorziening om insnijding door het snijgereedschap naar de juiste plaats ten opzichte van het snijgereedschap op of in de machine te leiden.

## Snijtechniek
De werking van de beitels op het cirkelzaagblad wordt door een aantal factoren bepaald. Beitels moeten intact en scherp zijn. Zagen worden gefabriceerd met verschillende hardheden beitels, de tanden van de zaag. Geharde beitels kunnen niet handmatig geslepen worden. Beschadigde tanden moeten worden vervangen. Dit gebeurt met behulp van speciale technieken in industriële slijperijen. Beschadigde of ontbrekende tanden beïnvloeden het zaagresultaat op een ongewenste wijze. Beschadigde zaagbladen hebben bovendien een negatieve werking op de lagers van een vast opgestelde cirkelzaagtafel.
Cirkelzaagbladen hebben een even aantal tanden. De tanden zijn om en om gezet. Dat betekent dat de ene tand langs de linkerwand van de zaagsnede snijdt terwijl de volgende dat langs de rechterwand doet. Tanden zijn in de regel breder dan de dikte van het zaagblad waarop ze zijn gezet. Dit voorkomt wrijving tussen blad en werkstuk. 
Er zijn verschillende types zaagbladen. Voor het in lengterichting zagen van hout, het zogenaamde schulpen, bestaat er een schulpzaagblad. Dit zaagblad is uitgerust met minimaal 12 tanden. In het blad zijn voorzieningen gemaakt om de lange vezels die losgesneden worden goed te kunnen afvoeren.
De tanden hebben naar achteren toe schuin weglopend vlak om het scherend snijden te bevorderen. Dit geldt niet voor alle typen zaagbladen. Het is afhankelijk van gebruiksdoel. Sommige zagen hebben zogenaamd trapeziumvormige tanden, om de andere tand, ter verbetering van het zaagresultaat, maar vooral ook tegen de geluidsbelasting in de werkplaats.
Er bestaat een balans tussen de tanden, de tandgrond, vrijloophoek en snijsnelheid, aanvoersnelheid en kwaliteit van de zaagsnede.

## Vertanding cirkelzaagblad
Er zijn enkele basisvormen van een tand. 
- Een haaksgeslepen tand
- Een haaks en naar binnen geslepen tand
- Een onder een kleine hoek naar achter en naar binnen geslepen tand
- Een trapeziumvormige tand, om en om met haaksgeslepen tand in de zaag gezet

De verschillende tandvormen dienen tot verschillende bewerkingen:
- haaks: schulpen van hout en zagen van kunststof
- haaks naar binnen: afkorten en schulpen
- naar achter en naar binnen: gefineerde platen
- trapezium: kwetsbare toplagen zoals melaminecoatings

## Snijsnelheid
De snijsnelheid wordt bepaald door de omtrek van het zaagblad en het toerental van de as waarop het blad bevestigd is. De omtrek is het product van de diameter en π (pi). 
De snelheid is het product van omtrek en toerental, de omtreksnelheid. De snijsnelheid wordt in de houtbewerking altijd uitgedrukt in de snelheid per tand in meters per seconde.
Voorbeeld: 
- straal r is 150 mm
- diameter d (= 2 x r) is 300 mm
- π = 3,14...
- omtrek = π x d = 942 mm
- toerental n is 5500 omwentelingen per minuut
- snijsnelheid 5500 x 942 mm = 5181000 mm per minuut = 5181 meter per minuut
- dat betekent dat de snijsnelheid in dit voorbeeld 310,86 km per uur bedraagt
- bij omzetting naar meter per seconde geeft dit 5181/60 = 86,35 meter per seconde.

De uitdrukking omtreksnelheid in formule: v = (π x d x n)/60 waarin 
- v = omtreksnelheid
- d = diameter
- n = toerental
- 60 de factor met waarmee van minuten naar seconde gedeeld wordt.

Voor de veiligheid moet de snijsnelheid minimaal 40 m/s bedragen. Normaal ligt de snijsnelheid altijd tussen de 60-90 m/s. Voor plaatmateriaal moet de snijsnelheid hoger zijn dan voor massief hout. De enige manier om bij een cirkelzaagmachine de snijsnelheid te verhogen is door een groter zaagblad monteren. Naast de snijsnelheid is ook de instellingen van de machine erg belangrijk, hierbij een paar richtlijnen;
- Zet bij het schulpen de zaag altijd in de hoogste stand;
- Zet de hulpgeleider altijd 2 cm voorbij het punt dat het hout is doorgezaagd, dus ongeveer 2 cm achter de voorzijde van de zaag.
- Gebruik altijd de beveiligingskap om de bovenzijde van de zaag af te schermen
- Gebruik altijd een duwhoutje voor het laatste stukje.
- Gebruik altijd gehoorbescherming

De veiligheid wordt voor het grootste gedeelte bepaald door diegene die ermee werkt.